# Allvar Gullstrand
Allvar Gullstrand, född 5 juni 1862 i Landskrona, död 28 juli 1930 i Stockholm, var en svensk ögonläkare och uppfinnare. Han var professor vid Uppsala universitet och  mottog 1911 Nobelpriset i fysiologi eller medicin. Han var bror till juristen Edvin Gullstrand.

## Biografi
Allvar Gullstrands far Pehr Alfred Gullstrand var förste stadsläkare i Landskrona; modern Sofia Mathilda Korsell var dotter till en lantbrukare. Gullstrand var familjens äldste son. Under sin skolgång i Landskrona och Jönköping började han intressera sig för matematik, men fadern rådde honom att läsa till läkare. Gullstrand blev student vid Uppsala universitet 1880 och medicine kandidat där 1884. Han reste sedan till Wien för att i ett år studera vid stadens medicinska institutioner, där hans intresse för ögat och optiken torde ha väckts.
När Gullstrand återkom till Sverige varvade han forskarstudierna med en tjänst som biträdande läkare vid Ronneby hälsobrunn. Han blev medicine licentiat vid Karolinska institutet 1888, läste sedan för Johan Widmark vid Serafimerlasarettet och promoverades till medicine doktor 1890. Han blev docent i ögonsjukdomar vid Karolinska institutet 1891 samt kallades 1894 till extra ordinarie professor i oftalmiatrik vid Uppsala universitet.
Gullstrand tilldelades Björkénska priset 1906 och promoverades till filosofie hedersdoktor vid Linnéjubileet i Uppsala 1907. Han blev ledamot av Vetenskapssocieteten i Uppsala 1904 och av Vetenskapsakademien 1905. Gullstrand erhöll 1911 Nobelpriset i fysiologi eller medicin och i detta sammanhang donerade han 100 000 kronor till Uppsala medicinska fakultets Regnellska fond. Han blev 1911 ledamot och 1923 ordförande i Vetenskapsakademiens Nobelkommitté för fysik.
Han blev 1913 professor i fysiologisk och fysikalisk optik i Uppsala och blev medlem av Medicinalstyrelsens vetenskapliga råd 1917. Han blev hedersledamot av Svenska läkarsällskapet (1912), som 1922 till firande av hans 60-årsdag lät slå en guldmedalj över honom, avsedd att ur en "Gullstrandsfond" vart tionde år utdelas som pris för arbeten inom det oftalmologiska området. Han var även hedersledamot av ett antal utländska läkarsällskap samt ledamot (utom i de i huvudarbetet nämnda lärda samfunden) av Vetenskaps- och vitterhetssamhället i Göteborg (1917) samt Finska Vetenskaps-Societeten (1922). Dessutom kreerades han till filosofie hedersdoktor i Jena (1908) och Dublin (1912).
Som ledamot av Nobelkommittén för fysik var han motståndare till att Albert Einstein skulle få priset. Hans envishet gjorde att kommittén inte kunde fatta något beslut och inget Nobelpris i fysik delades ut 1921. Det var Carl Wilhelm Oseen som 1922 övertygade kommittén att Einstein skulle få 1921 års pris försenat och att 1922 års pris samtidigt skulle utdelas till Niels Bohr.
Gullstrands viktigaste arbeten ligger inom den geometriska och den fysiologiska optiken. Han utvecklade de allmänna lagarna för dioptriken, läran om den optiska avbildningen, men gjorde också en regelrätt omdaning av disciplinen på grundval av en analys av den optiska avbildningen i ögat och ögats ljusbrytning.
Hans forskning förutsatte en fulländad matematisk förmåga. Redan i sin doktorsavhandling lämnade han en ingående undersökning av astigmatismens teori. År 1889 utgav han Méthode pratique pour déterminer l’astigmatisme par la dénivelation ophthalmométrique, där han presenterade en ny metod och beskrev ett av honom konstruerat instrument för att bestämma hornhinnans astigmatism, och 1892 Objective Darstellung und photographische Abbildung von Augenmuskellähmungen (i Vetenskapsakademiens Bihang), i vilken han meddelade en ny metod att bestämma ögonmuskelförlamningar genom att iaktta reflexbildens läge i hornhinnan vid olika blickriktningar. År 1896 offentliggjorde han Photographisch-ophthalmiatrische und klinische Untersuchungen über die Hornhautrefraction i Vetenskapsakademiens handlingar och 1900 Allgemeine Theorie der monochromatischen Aberrationen und ihre nächsten Ergebnisse für die Ophthalmologie i "Nova acta soc. sc. Upsaliensis", ett lika mycket om ingående forskning som stor analytisk talang vittnande bidrag till den geometriska optikens lärobyggnad.
Hans arbeten om macula lutea (gula fläcken) klargjorde att denna är färglös. Die reflexlose Ophtalmoskopie (1911, i "Archiv für Augenheilkunde") är en ingående undersökning av ögonspegelns teori. Gullstrands lösning av problemet att undgå ljusreflexer från hornhinnan och linsen av det undersökta ögat blev att han konstruerade nya ögonspegelstyper, som jämte reflexlöshet hade fördelar beträffande förstoring, synfältsbredd och stereoskopisk effekt vida över de dittills uppnådda. Den av honom inredda ögonkliniken i Uppsala betecknades på sin tid som en mönsteranstalt.
Gullstrand gifte sig 1885 med Signe Christina Breitholtz (1862-1946). Makarna är begravda på Norra begravningsplatsen.
Den största gymnasieskolan i Landskrona heter Allvar Gullstrandgymnasiet. Gullstrand fick 2013 en minnessten på Landskrona Walk of Fame som invigdes av kung Carl XVI Gustaf.

## Utmärkelser
- Nedslagskratern Gullstrand på månen[2]
- Kommendör med stora korset av Kungl. Nordstjärneorden, 6 juni 1922.[3] Allvar Gullstrand fick år 2013 en minnessten på Landskrona Walk of Fame.